# San Juan Chámacua
San Juan Chámacua är en ort i Mexiko.   Den ligger i kommunen Coyuca de Catalán och delstaten Guerrero, i den södra delen av landet, 210 km sydväst om huvudstaden Mexico City. San Juan Chámacua ligger 274 meter över havet och antalet invånare är 673.
Terrängen runt San Juan Chámacua är kuperad åt sydväst, men åt nordost är den platt. Runt San Juan Chámacua är det ganska glesbefolkat, med 22 invånare per kvadratkilometer. Närmaste större samhälle är Ciudad Altamirano, 10,1 km norr om San Juan Chámacua. Omgivningarna runt San Juan Chámacua är en mosaik av jordbruksmark och naturlig växtlighet.